# هانس ماي
هانس ماي (بالألمانية: Hans May)‏ (و. 1886 – 1958 م) هو ملحن، وممثل، وموزع (موسيقى)، ومؤلفو موسيقى تصويرية نمساوي، ولد في فيينا، توفي في لندن، عن عمر يناهز 72 عاماً.

## وصلات خارجية
- هانس ماي على موقع IMDb (الإنجليزية)
- هانس ماي على موقع ألو سيني (الفرنسية)
- هانس ماي على موقع ميوزك برينز (الإنجليزية)
- هانس ماي على موقع أول موفي (الإنجليزية)
- هانس ماي على موقع قاعدة بيانات الأفلام السويدية (السويدية)
- هانس ماي على موقع ديسكوغز (الإنجليزية)
- هانس ماي على موقع قاعدة بيانات الفيلم (الإنجليزية)
- هانس ماي على موقع كينوبويسك (الروسية)